# Любятово (Поморське воєводство)
Любятово (пол. Lubiatowo, нім. Lüblow) — село в Польщі, у гміні Хочево Вейгеровського повіту Поморського воєводства.
Населення — 186 осіб (2011).
У 1975-1998 роках село належало до Гданського воєводства.

## Демографія
Демографічна структура станом на 31 березня 2011 року:
|          | Загалом | Допрацездатний вік | Працездатний вік | Постпрацездатний вік |
| -------- | ------- | ------------------ | ---------------- | -------------------- |
| Чоловіки | 93      | 29                 | 62               | 2                    |
| Жінки    | 93      | 21                 | 56               | 16                   |
| Разом    | 186     | 50                 | 118              | 18                   |